# Ted Green
Edward Joseph „Ted“ Green (* 23. März 1940 in Eriksdale, Manitoba; † 8. Oktober 2019 in Edmonton, Alberta) war ein kanadischer Eishockeyspieler und -trainer, der im Verlauf seiner aktiven Karriere zwischen 1956 und 1979 unter anderem 651 Spiele für die Boston Bruins in der National Hockey League (NHL) sowie 513 weitere Partien für die New England Whalers und Winnipeg Jets in der World Hockey Association (WHA) auf der Position des Verteidigers bestritten hat. In dieser Zeit gewann er im Jahr 1972 in Diensten der Boston Bruins den Stanley Cup sowie in den Jahren 1973, 1976 und 1978 sowohl mit New England als auch Winnipeg insgesamt dreimal die Avco World Trophy. Im Anschluss an seine Zeit als Aktiver war Green mit Unterbrechungen zwischen 1982 und 2004 im Trainerstab der Edmonton Oilers, die er zwischen 1991 und 1993 hauptverantwortlich als Cheftrainer betreute, und New York Rangers tätig. In den 1980er-Jahren gewann er als Assistenztrainer der Oilers fünf weitere Stanley Cups.

## Karriere

### Juniorenkarriere und Einstieg in den Profibereich (bis 1961)
Green wurde in Eriksdale in der kanadischen Provinz Manitoba geboren. Er verbrachte seine Juniorenzeit zwischen 1956 und 1959 in der Manitoba Junior Hockey League (MJHL), wo er erfolgreich für die St. Boniface Canadiens spielte. Diese gehörten dem Ausbildungssystem der Canadiens de Montréal aus der National Hockey League (NHL) an. Während der drei Jahre in St. Boniface erarbeitete sich der Verteidiger schnell einen Namen für seine robuste Spielweise. Dennoch gehörte die Mannschaft, der zwischenzeitlich auch Bill Masterton angehörte, zu den besten Juniorenmannschaften der Provinz. Am Ende der Saison 1957/58 gewann das Team den Turnbull Cup, die Meisterschaftstrophäe der MJHL. Darüber hinaus erreichte sie in den Jahren 1957 und 1959 jeweils das Meisterschaftsfinale, in dem sie aber unterlegen war. Verbunden mit den Erfolgen war auch die Teilnahme am prestigeträchtigen Memorial Cup. Einerseits in Folge des Turnbull-Cup-Gewinns im Jahr 1958 mit den Canadiens, andererseits als Leihspieler beim Ligakonkurrenten Winnipeg Braves im Jahr 1959, mit denen er den Cup gewann. Dazu hatte er in 16 Spielen acht Scorerpunkte beigetragen.
Im Anschluss an diesen Erfolg beendete der 19-Jährige seine Karriere bei den Junioren und wechselte zu den Winnipeg Warriors aus der Western Hockey League (WHL). Nachdem er dort zum Ende der Spielzeit 1958/59 in einem Spiel sein Debüt gefeiert hatte, stand der Jungprofi mit Beginn der Saison 1959/60 fest im Kader der Warriors. In 70 Spielen gelangen ihm dabei 28 Scorerpunkte. Aufgrund der großen Konkurrenz im Kader der Canadiens de Montréal war ein Engagement bei den Habs in der NHL aber nahezu ausgeschlossen und so ließ ihn das Management im Intra-League Draft 1960 ungeschützt, woraufhin er von den Boston Bruins ausgewählt wurde, die damit seine Transferrechte übernahmen. Der Defensivspieler blieb allerdings noch eine weitere Saison bei den Winnipeg Warriors in der WHL und absolvierte zudem einige Partien für die Kingston Frontenacs in der Eastern Professional Hockey League (EPHL). Am 10. November 1960 hatte er zudem in der NHL für die Boston Bruins debütiert, was allerdings sein einziger Einsatz in diesem Spieljahr bleiben sollte.

### NHL-Jahre in Boston (1961–1972)
Mit Beginn der Saison 1961/62 erhielt Green einen Stammplatz im Aufgebot der Bruins, wo er den in die American Hockey League (AHL) abgestellten Fernie Flaman ersetzte. Mit 116 Strafminuten – die meisten unter allen Spielern Bostons in dieser Saison – machte sich der Rookie schnell einen Namen als gefürchteter Enforcer in der Liga, der ihm den Spitznamen „Terrible Ted“ einbrachte. Zudem avancierte er schnell zu einem der Führungsspieler im Kader der Bruins, der mit seinem Einsatzwillen und Fähigkeiten in der Spieleröffnung beeindruckte. Vor dem Beginn der Saison 1965/66 wurde der Kanadier erstmals zum NHL All-Star Game eingeladen, das damals noch zwischen einer Auswahlmannschaft und dem amtierenden Stanley-Cup-Sieger ausgetragen wurde. Im Jahr 1969 erfolgte die zweite Teilnahme am NHL All-Star Game, das nun zwischen Auswahlteams der beiden Divisionen der Liga stattfand. Zudem stellte er in der Spielzeit 1968/69 mit 46 Scorerpunkten, darunter acht Tore und 38 Vorlagen, in jeder der drei Statistiken persönliche Bestmarken auf. Dies bescherte ihm einen Platz im NHL Second All-Star Team.
Vor dem Beginn der Saison 1969/70 nahm Greens Aufstieg innerhalb der Liga allerdings eine schicksalshafte Wendung. Im Rahmen eines Saisonvorbereitungsspiels gegen die St. Louis Blues am 21. September 1969 in der kanadischen Hauptstadt Ottawa kam es zwischen Green und Blues-Spieler Wayne Maki nach einer Spielsituation mit einer anschließenden Zeitstrafe für Green zu einer Auseinandersetzung zwischen den beiden, in der Maki Green mit seinem Schläger niederstreckte. Da Green – wie zu dieser Zeit üblich – keinen Helm trug und Maki ihn mit voller Wucht und Absicht an der rechten Kopfseite traf, zog sich Green schwerwiegende Verletzungen zu. Neben einem Schädelbasisbruch waren auch Teile seines Gehirns in Mitleidenschaft gezogen worden, was – noch während er auf dem Eis lag – dazu führte, dass seine linke Körperhälfte gelähmt war. Auf dem Weg ins Krankenhaus verlor er schließlich das Bewusstsein. Dennoch gelang es den Ärzten in drei aufwendigen Operationen, bei denen unter anderem eine Metallplatte eingesetzt wurde, sein Leben zu retten.
In der Folge mussten sich beide Spieler für ihre Handlungen während der Auseinandersetzung vor Gericht verantworten. Dies war das erste Mal überhaupt, dass die Polizei eine Anklage gegen gewaltsame Handlungen erhob, die sich im Rahmen eines professionellen Sportereignisses durch die Sportler selbst zugetragen hatten. Beide Spieler wurden aber später freigesprochen.
Nachdem Green die gesamte Saison 1969/70 aufgrund der erlittenen Verletzungen ausgesetzt hatte, kehrte er zur Spielzeit 1970/71 zur Überraschung vieler in die NHL zurück. Mit 42 Punkten in 78 Spielen reichte er dabei an sein vorheriges Leistungsvermögen heran. Im Jahr darauf gelang es ihm in seiner zehnten Saison in der Liga am Ende der Stanley-Cup-Playoffs 1972 den Stanley Cup zu gewinnen. Es war sein persönlich erster Triumph, nachdem Boston den Titel bereits im Jahr 1970 in seiner Abwesenheit gewonnen hatte. Seine Teamkollegen hatten jedoch eingefordert, dass auch Greens Name auf dem Cup eingraviert wurde. Nach dem Erfolg verließ Green nach zwölf Jahren die Organisation der Bruins.

### WHA-Jahre in Hartford und Winnipeg (1972–1979)
Im Sommer 1972 war der dekorierte NHL-Veteran einer der ersten bekannten Spieler, die von der NHL in die neu gegründete, und aufgrund ihrer höheren Gehälter als Konkurrenzliga aufgebaute World Hockey Association (WHA) wechselten. Green schloss sich den New England Whalers aus Hartford an, die seine WHA-Transferrechte im Mai 1972 den Winnipeg Jets abgekauft hatten. Bei den Whalers wurde der erfahrene Kanadier zum ersten Mannschaftskapitän der Franchise-Geschichte ernannt.
Gleich im ersten Jahr konnte Green mit dem Team, dem auch Tom Webster, Terry Caffery und Larry Pleau angehörten, die Avco World Trophy gewinnen. In der Finalserie der Playoffs schlugen sie die Winnipeg Jets deutlich mit 4:1. Green selbst hatte im Saisonverlauf mit 46 Punkten seinen NHL-Karrierebestwert egalisiert, seine Torausbeute mit 16 aber dabei verdoppelt. Auch in den folgenden beiden Spielzeiten zählten die Whalers zu den Topteams der Liga. Den Erfolg der Premierensaison konnten sie aber aufgrund zweier Erstrunden-Niederlagen in den Playoffs nicht wiederholen. Der Verteidiger, dessen Offensivstatistiken in diesen beiden Jahren deutlich zurückgegangen waren, wurde daraufhin im Mai 1975 zu den Winnipeg Jets transferiert. Damit kehrte er in seine Heimatprovinz Manitoba zurück.
Bei den Jets, die ebenfalls erfolgreich in der Liga aktiv waren, konnte der mittlerweile 35-Jährige am Ende des Spieljahres 1975/76 zum zweiten Mal in seiner Karriere die Avco World Trophy gewinnen. Ein dritter Erfolg folgte im Frühjahr 1978, nachdem die Mannschaft im Jahr zuvor den Titel nicht verteidigt hatte und sich den Nordiques de Québec geschlagen geben musste. Im Verlauf der Saison 1978/79 beendete der Defensivspieler im Alter von 38 Jahren seine Karriere als Aktiver. Anschließend war er nach seinem Karriereende kurzzeitig als Juniorentrainer tätig sowie als Scout der Great Falls Americans aus der Juniorenliga Western Hockey League (WHL).

### Trainerkarriere in Edmonton und New York (1982–2004)
Zur Saison 1982/83 kehrte Green nach zehnjähriger Abstinenz in die NHL zurück. Er wurde als Assistenztrainer von den Edmonton Oilers engagiert, wo er unter dem damaligen Cheftrainer und General Manager in Personalunion, Glen Sather, tätig war. Mit der Mannschaft, der in diesem Zeitraum Wayne Gretzky, Mark Messier und Paul Coffey angehörten, verbrachte der Trainernovize überaus erfolgreiche Jahre. Zwischen 1984 und 1988 gewann er in vier der fünf Spielzeiten mit dem Team den Stanley Cup. Zudem stand er als Assistenztrainer der kanadischen Nationalmannschaft beim Canada Cup 1984 hinter der Bande, den die Kanadier für sich entschieden. 
Mit Beginn der Spielzeit 1990/91 war Green nach acht Jahren als Assistenztrainer zum Cheftrainer befördert worden. Den Posten teilte er sich mit seinem einstigen Assistenzkollegen John Muckler, der bereits im Vorjahr zum Nachfolger Sathers ernannt worden war. Gemeinsam führten sie die Oilers zum erneuten Gewinn des Stanley Cups. In der Folge des Triumphs wurde Green alleiniger Cheftrainer Edmontons. In seinem ersten Jahr in Eigenverantwortung führte er das Team abermals bis in Conference-Finale der Stanley-Cup-Playoffs 1992. Danach vollzog das Management einen Umbruch. Zwar blieb Green weiterhin auf seinem Posten, nachdem er in der Saison 1992/93 aber den Einzug in die Playoffs verpasst hatte und mit nur drei Siegen und insgesamt neun Punkten aus den ersten 24 Spielen in der Spielzeit 1993/94 gestartet war, wurde er seines Amtes enthoben und Glen Sather, der seit 1989 nur noch als GM tätig gewesen war, stellte sich wieder selbst hinter die Bande.
Nach seiner Entlassung gönnte sich der Kanadier eine mehrjährige Pause, ehe er zur Saison 1997/98 erneut als Assistenztrainer von den Edmonton Oilers verpflichtet wurde. Er stand zunächst zwei Jahre im Trainerstab von Ron Low, danach ein Jahr bei dessen Nachfolger Kevin Lowe. Die Erfolge aus der ersten Amtszeit blieben jedoch aus. Im Sommer 2000 erfolgte ein erneuter Umbruch bei den Oilers, von dem diesmal auch Green nicht verschont blieb. Ebenso musste Sather seinen Posten im Management nach 20 Jahren räumen. Beide wechselten daraufhin gemeinsam zum Ligakonkurrenten New York Rangers. Sather wurde dort erneut zum General Manager ernannt und setzte Green als Assistenztrainer ein. Dort war er zwei Jahre unter Ron Low sowie jeweils ein Jahr unter Bryan Trottier und Sather selbst bis zum Ende der Saison 2003/04 tätig.

### Rückzug und Tod (2004–2019)
Nach seinem Engagement bei den Rangers zog sich der 64-Jährige endgültig aus dem Eishockey-Geschäft zurück. Nachdem er bereits 1985 zum „Honoured Member“ der Manitoba Hockey Hall of Fame ernannt und im Jahr 2003 in die Manitoba Sports Hall of Fame and Museum aufgenommen worden war, zählte er im Jahr 2010 zu den ersten Persönlichkeiten, die in die neu geschaffene WHA Hall of Fame berufen wurden. Green verstarb im Oktober 2019 im Alter von 79 Jahren nach einer langjährigen Krankheit in seiner Wahlheimat Edmonton.

## Erfolge und Auszeichnungen

### Als Spieler
| - 1958 Turnbull-Cup-Gewinn mit den St. Boniface Canadiens - 1959 Memorial-Cup-Gewinn mit den St. Boniface Canadiens - 1965 Teilnahme am NHL All-Star Game - 1969 Teilnahme am NHL All-Star Game - 1969 NHL Second All-Star Team | - 1970 Stanley-Cup-Gewinn mit den Boston Bruins (verletzungsbedingt ohne Einsatz) - 1972 Stanley-Cup-Gewinn mit den Boston Bruins - 1973 Avco-World-Trophy-Gewinn mit den New England Whalers - 1976 Avco-World-Trophy-Gewinn mit den Winnipeg Jets - 1978 Avco-World-Trophy-Gewinn mit den Winnipeg Jets |

### Als Trainer
| - 1984 Stanley-Cup-Gewinn mit den Edmonton Oilers (als Assistenztrainer) - 1984 Goldmedaille beim Canada Cup (als Assistenztrainer) - 1985 Stanley-Cup-Gewinn mit den Edmonton Oilers (als Assistenztrainer) | - 1987 Stanley-Cup-Gewinn mit den Edmonton Oilers (als Assistenztrainer) - 1988 Stanley-Cup-Gewinn mit den Edmonton Oilers (als Assistenztrainer) - 1990 Stanley-Cup-Gewinn mit den Edmonton Oilers (als Co-Cheftrainer; gemeinsam mit John Muckler) |

### Sonstiges
- 1985 „Honoured Member“ der Manitoba Hockey Hall of Fame
- 2003 Aufnahme in die Manitoba Sports Hall of Fame and Museum
- 2010 Aufnahme in die WHA Hall of Fame

## Karrierestatistik
(Legende zur Spielerstatistik: Sp oder GP = absolvierte Spiele; T oder G = erzielte Tore; V oder A = erzielte Assists; Pkt oder Pts = erzielte Scorerpunkte; SM oder PIM = erhaltene Strafminuten; +/− = Plus/Minus-Bilanz; PP = erzielte Überzahltore; SH = erzielte Unterzahltore; GW = erzielte Siegtore; 1 Play-downs/Relegation; Kursiv: Statistik nicht vollständig)

### NHL-Trainerstatistik
(Legende zur Trainerstatistik: Sp oder GC = Spiele insgesamt; W oder S = erzielte Siege; L oder N = erzielte Niederlagen; T oder U = erzielte Unentschieden; OTL oder OTN = erzielte Niederlagen nach Overtime oder Shootout; Pts oder Pkt = erzielte Punkte; Pts% oder Pkt% = Punktquote; Win% = Siegquote; Resultat = erreichte Runde in den Play-offs)